# Gestippeld schildmos
Gestippeld schildmos (Punctelia subrudecta) is een korstmossoort uit de familie Parmeliaceae.

## Determinatie
Gestippeld schildmos is een bladvormig korstmos dat tot 6 cm groot wordt. Het thallus is lichtgrijs tot (blauw)groengrijs en zelden geel met pseudocyphellen en ronde soralen. Aan de rand kan het wat bruin kleuren. De lobben zijn 5 tot 10 mm breed en stijgen iets naar de rand. Hier worden vlekvormige soralen gevormd, die ontstaan uit de pseudocyphellen. De pseudocyphelen zijn witachtige, meestal puntvormige en soms iets langwerpige structuren in het korstmos die als kleine poriën op het buitenoppervlak verschijnen. De onderzijde van het korstmos is lichtbruin, soms bijna wit aan de randen met rhizinen.
Apotheciën zijn zeer zelden aanwezig (in Nederland nooit). De schijfjes zijn roodbruin en diep hol.
Het korstmos vertoont de volgende kleurreacties: 
- Cortex: K (geel)
- Medulla: C+ (rood), K–, KC+ (rood), Pd–, UV–

De sporenmaat is 14–17 × 12–15 μm.
Gestippeld schildmos kan verward worden met:
- witstippelschildmos (Punctelia borreri), maar die heeft bredere, afgeronde lobben en pseudocyphellen die sterk verschillen in grootte.
- rijpschildmos (Punctelia jeckeri), maar die heeft berijping aan het einde van de lobben en de soralen zitten op de lobranden in plaats van in het centrum van de lobben.

## Ecologie
Gestippeld schildmos is een epifyt die vooral voorkomt op basische tot neutrale schors van vrijstaande loofbomen, bijvoorbeeld op laanbomen, fruitbomen of in ijle eikenbossen. Soms wordt het ook op bewerkt hout aangetroffen.

## Verspreiding
Het verspreidingsgebied van gestippeld schildmos omvat Zuid- en Centraal-Europa (daar tot een hoogte van ongeveer 1000 m) en dringt door tot in het zuiden van Scandinavië. In Nederland is de soort algemeen en staat niet op de Nederlandse Rode Lijst.